# Волте Басе (Сијена)
Волте Басе је насеље у Италији у округу Сијена, региону Тоскана.
Према процени из 2011. у насељу је живело 432 становника. Насеље се налази на надморској висини од 219 м.